# Benoît Delhomme
Benoît Delhomme (Francia, 28 de agosto de 1961) es un director de fotografía, actor y director de cine francés. Director de Mothers' Instinct, película de 2024.

## Biografía
Se graduó en la École nationale supérieure Louis-Lumière en 1982. Fue asistente de cámara en películas como Jean de Florette y Manon des Sources (1986) y se convirtió en director de fotografía a principios de la década de 1990. Fue nominado al premio César a la mejor fotografía en 1998 por Artemisia.[cita requerida] Durante la década de 2000, trabajó cada vez más para películas de habla inglesa. Ganó el Premio Especial del Jurado en el Festival Internacional de Cine de Chicago 2001 por ¿Qué hora es allí? y el Premio AFI a la Mejor Fotografía en 2005 por Propuesta de muerte.[cita requerida]
En 2024 dirigió su primer largometraje, Mothers' Instinct, protagonizada por Jessica Chastain y Anne Hathaway, una adaptación de la novela del mismo nombre.

## Filmografía
| Año  | Título                         | Director                   | Notas                                           |
| ---- | ------------------------------ | -------------------------- | ----------------------------------------------- |
| 1993 | El olor de la papaya verde     | Trần Anh Hùng              |                                                 |
| 1993 | Comment font les gens          | Pascale Bailly             |                                                 |
| 1994 | L'irrésolu                     | Jean-Pierre Ronssin        |                                                 |
| 1995 | Cyclo                          | Tran Anh Hung              |                                                 |
| 1995 | Circuit Carole                 | Emmanuelle Cuau            |                                                 |
| 1996 | When the Cat's Away            | Cédric Klapisch            |                                                 |
| 1996 | Family Resemblances            | Cédric Klapisch            |                                                 |
| 1997 | Artemisia                      | Agnès Merlet               | Nominada - Premio César a la mejor fotografía   |
| 1999 | Miss Julie                     | Mike Figgis                |                                                 |
| 1999 | The Loss of Sexual Innocence   | Mike Figgis                |                                                 |
| 1999 | The Winslow Boy                | David Mamet                |                                                 |
| 1999 | With or Without You            | Michael Winterbottom       |                                                 |
| 2000 | Sade                           | Benoît Jacquot             |                                                 |
| 2001 | Mortel Transfert               | Jean Jacques Beineix       |                                                 |
| 2001 | Play                           | Anthony Minghella          |                                                 |
| 2001 | What Time Is It There?         | Tsai Ming-liang            |                                                 |
| 2002 | Adolphe                        | Benoît Jacquot             |                                                 |
| 2002 | L'Idole                        | Samantha Lang              |                                                 |
| 2003 | Rencontre avec le dragon       | Hélène Angel               |                                                 |
| 2004 | Podium                         | Yann Moix                  |                                                 |
| 2004 | El mercader de Venecia         | Michael Radford            |                                                 |
| 2005 | Propuesta de muerte            | John Hillcoat              | Premio AACTA a la mejor película                |
| 2006 | Breaking and Entering          | Anthony Minghella          |                                                 |
| 2007 | 1408                           | Mikael Håfström            |                                                 |
| 2008 | El niño con el pijama de rayas | Mark Herman                |                                                 |
| 2010 | Chatroom                       | Hideo Nakata               |                                                 |
| 2010 | Shanghai                       | Mikael Håfström            |                                                 |
| 2011 | Kiss, His First                | Ilkka Järvi-Laturi         |                                                 |
| 2011 | One Day                        | Lone Scherfig              |                                                 |
| 2011 | The Son of No One              | Dito Montiel               |                                                 |
| 2011 | Wilde Salomé                   | Al Pacino                  |                                                 |
| 2012 | Lawless                        | John Hillcoat              |                                                 |
| 2014 | El hombre más buscado          | Anton Corbijn              |                                                 |
| 2014 | La teoría del todo             | James Marsh                | Nominada - Premio Satellite a la mejor película |
| 2016 | Free State of Jones            | Gary Ross                  |                                                 |
| 2018 | At Eternity's Gate             | Julian Schnabel            |                                                 |
| 2020 | Minamata                       | Andrew Levitas             |                                                 |
| 2022 | Beauty                         | Andrew Dosunmu             |                                                 |
| 2022 | Lady Chatterley's Lover        | Laure de Clermont-Tonnerre |                                                 |
| 2024 | Mothers' Instinct              | Benoît Delhomme            | Debut como director                             |